# Autostrada Tōmei

Autostrada Tōmei (jap. 東名高速道路 Tōmei kōsoku-dōro; autostrada z Tokio do Nagoi) – płatna autostrada na wyspie Honsiu w Japonii łącząca Tokio z Nagoją. Przebiega przez miasta: Kawasaki, Jokohamę, Gotenbę, Fuji, Shizuokę, Hamamatsu, Toyotę i Okazaki. Stanowi fragment trasy azjatyckiej AH1.
Jej przebieg jest równoległy do drogi krajowej nr 1.
W 2016 roku na mocy realizacji numeracji autostrad wprowadzonej przez japońskie Ministerstwo Ziemi, Infrastruktury, Transportu i Turystyki, autostrada ta otrzymała oznaczenie E1.

## Przebieg trasy
W Tokio autostrada zaczyna się na węźle w dzielnicy Setagaya w Tokio, a kończy na węźle Komaki, gdzie łączy się z autostradami Meishin i Chūō.